# Roan United Football Club
Maillots
Le Roan United Football Club est un club zambien de football basé à Luanshya.

## Histoire
Le club participe à de nombreuses reprises au championnat de première division.
Le club participe une seule fois à une compétition continentale, lors de la Coupe de la CAF 1994.

## Palmarès
- Championnat de Zambie
  - Champion : 1962
  - Vice-champion : 1964

- Coupe de Zambie
  - Vainqueur : 1962, 1977, 1994 et 1996